# Reputation (албум)
Reputation је шести студијски албум америчке певачице Тејлор Свифт. Он је објављен 10. новембра 2017, кроз Big Machine Records. Певачи који су такође укључени у албум "Reputation" су Ед Ширан и амерички репер Future.
Албум је био број један у Аустралији, Аустрији, Белгији, Канади, Ирској, Холандији, Hорвешкој, Новом Зеланду, Шкотској, Швајцарској, Великој Британији као и у Сједињеним државама. Репутација је у првој недељи продао преко 1.216 милиона примерака у САД, а преко 2 милиона примерака широм света.

## Издање
Свифт је први пут објавила преко Инстаграма 23. августа 2017. да ће се њен шести албум звати Reputation и да ће бити објављен 10. новембра 2017.
Reputation је био доступан на свим стриминг-сервисима од првог децембра 2017.